# Livstid (film)
Livstid är en svensk thrillerfilm från 2012 i regi av Ulf Kvensler. I rollen som Annika Bengtzon ses Malin Crépin och i övriga roller bland andra Björn Kjellman och Leif Andrée. Filmen bygger på Liza Marklunds roman med samma namn och filmmanuset skrevs av Antonia Pyk.

## Handling
En omtyckt polis skjuts till döds i sömnen. Makan åtalas och fyraårige sonen är försvunnen. Kriminalreporter Annika Bengtzon börjar att skrapa på ytan och upptäcker att polisen inte alltid haft rent mjöl i påsen. Hon inleder tillsammans med sin redaktion ett eget detektivarbete.

## Rollista
- Malin Crépin – Annika Bengtzon
- Björn Kjellman – Anders Schyman
- Leif Andrée – Spiken
- Kajsa Ernst – Berit Hamrin
- Erik Johansson – Patrik Nilsson
- Felix Engström – Q
- Richard Ulfsäter – Thomas Samuelsson
- Ellen Mattsson – Nina Hoffman
- Jonas Malmsjö – Christer Bure
- Sandra Andreis – Julia Lindholm
- Christopher Wollter – David Lindholm
- Tanja Lorentzon – Yvonne Nordin
- Johan H:son Kjellgren – Karl Jingert
- Anders Palm – Holger
- Niklas Åkerfelt – Timo
- Peter Gardiner – Peter Sisulu
- Hanna Alström – Sophia Grenborg
- Elvira Franzén – Ellen
- Edvin Ryding – Kalle
- Andreas Rothlin Svensson – Bertil Strand
- Peter Carlberg – Man i kofta
- Jonathan Szücs Blomqvist – Alexander
- Charlotta Gurestam – Johanna
- Christopher Wagelin – Andersson
- Kristina Törnqvist – Angela Nilsson
- Magnus Eriksson – Chef för Rikskrim
- Ann-Christine Zachrisson – domare
- Robin Stegmar – försvarsadvokat
- Paula Brandt – grannen
- Sofia Rönnegård – lärare/fritidsfröken
- Andreas Junzell – jägare
- Anna Lindmarker – nyhetsankar
- Josephine Bornebusch - Michelle Karlsson

## Om filmen
Filmen spelades in i Luleå med en budget på 15 000 000 svenska kronor. Den producerades av bolaget Yellow Bird Films med bolagen Degeto Film, TV4 Nordisk Television och Nordisk Film som medproducenter. Producent var Jenny Gilbertsson med Hans-Wolfgang Jurgan, Lone Korslund och Åsa Sjöberg som medproducenter. Exekutiva producenter var Anni Faurbye Fernandez, Ole Søndberg och Mikael Wallen.
Livstid är en direkt till DVD-produktion och släpptes i USA den 8 juni 2012 följt av Sverige (15 augusti), Nederländerna (27 september), Polen (25 november), Ungern (3 mars 2013) och Tyskland (19 maj 2013).

## Mottagande
Moviezine rosade filmen och gav den betyget 4/5. Recensenten Alexander Dunerfors lovordare regissören Kvensler som han kallade för skicklig. Recensenten uttryckte också förvåning över hur Livstid kan ingå i samma filmserie som Den röda vargen, som han menar håller mycket lägre klass: "Jag kan inte greppa hur två filmer som "Den röda vargen" och "Livstid" kan ingå i samma filmserie. De är som natt och dag..."